# ジョーイ (テレビドラマ)
『ジョーイ』（Joey）は、アメリカNBCで放送されていたマット・ルブランク主演のシチュエーション・コメディ。10シーズンにわたり放送された『フレンズ』のスピンオフ作品。
『フレンズ』の6人の主要人物の1人である、ジョーイ・トリビアーニを主人公に据え、舞台をニューヨークからロサンゼルスに移した続編である。2004年9月に放送が開始され、好スタートを切るものの、第2シーズンで視聴率が振るわず終了となった。
日本ではWOWOWで放送された後、2008年10月よりスーパー!ドラマTVで放送されていた。
ワーナー・ホーム・ビデオからDVDがリリースされている。
主題歌は、「LONG BEACH DUB ALLSTARS」の『SUNNY HOURS』。

## キャスト
ジョーイ・トリビアーニ
演 - マット・ルブランク、日本語吹替 - 平田広明
メロドラマ 『愛の病院日誌』でドレイク・ラモレーを演じた俳優。ニューヨークに住んでいたが、新天地を求めてロサンゼルスに。
ジーナ・トリビアーニ
演 - ドレア・ド・マッテオ、日本語吹替 - 勝生真沙子
ジョーイの姉。16歳にして息子マイケルをもうけた（が、マイケルには「22歳で産んだ」と言い張る）。シーズン1では美容師だったが、シーズン2ではボビーの秘書に。
マイケル・トリビアーニ
演 - パウロ・コスタンゾ、日本語吹替 - 遊佐浩二
ジーナの息子で、ジョーイの甥にあたる。カリフォルニア工科大学の大学院生。
アレックス・ジュリア・ギャレット
演 - アンドレア・アンダース、日本語吹替 - 藤本喜久子
本名アレクシス。ジョーイらのアパート管理人の妻。弁護士、ジョーイの隣人。夫の不倫が元で離婚。
ボビー
演 - ジェニファー・クーリッジ、日本語吹替 - 雨蘭咲木子
ジョーイのマネージャー。マイケルにぞっこん。
ザック
演 - ミゲル・Ａ・ヌネス・ジュニア、日本語吹替 - 坂東尚樹
売れない俳優。ドラマでジョーイと共演したことが縁で友人に。
ハワード
演 - ベン・ファルコーン、日本語吹替 - 後藤哲夫
ジョーイの隣人。ジョーイに対しては、ちょっとストーカー気味。
ジミー・コスタ
演 - アダム・ゴールドバーグ、日本語吹替 - 大塚明夫
ジョーイの旧友で、ジーナの元恋人。

## トリビア
- 毎回のストーリーが終わった後、プロデューサーにちなんで「ブライトさん、いらっしゃいませ!」といっている。これは比較的日本人の多いカリフォルニア州を舞台にしているからか、視聴者の多い日本向けに作られているからではないかと考えられる。
- ジョーイのマネージャーであるボビー（ジェニファー・クーリッジ）は、別のキャラ設定で『フレンズ』にも登場している（その際はモニカ（コートニー・コックス）の過去のルームメイトの設定）。
- ジョーイの親友であるジミー・コスタ（アダム・ゴールドバーグ）は、別のキャラ設定で『フレンズ』シーズン2にも登場している（その際はチャンドラー（マシュー・ペリー）のルームメイトの設定）。
- ジョーイの姉ジーナは、『フレンズ』時代にも登場している（別の女優が演じている）。
- シーズン1第5話と第13話の演出は、『フレンズ』でロス・ゲラーを演じたデヴィッド・シュワイマーである。
- シーズン2第15話で登場する父親ジョーイ・トリビアーニSr.は、『フレンズ』時代にも登場している（シーズン1第13話）。